# Kazuaki Ichimura
Kazuaki Ichimura (japanisch 市村 和昭, Ichimura Kazuaki; * 11. August 1957 in Karuizawa) ist ein ehemaliger japanischer Eisschnellläufer.

## Werdegang
Ichimura, der an der Meiji-Universität studierte, nahm von 1974 bis 1980 an nationalen Wettbewerben teil und erreichte im Jahr 1978 den zweiten Platz sowie im Jahr 1979 den ersten Platz im Sprint-Mehrkampf bei den japanischen Meisterschaften. International startete er erstmals in der Saison 1977/78. Dabei kam er bei den Juniorenweltmeisterschaften 1978 in Montreal auf den 22. Platz im Kleinen Vierkampf und bei der Sprintweltmeisterschaft 1978 in Lake Placid auf den 20. Rang. In der folgenden Saison siegte er bei einem internationalen Wettbewerb in Davos im Sprint-Mehrkampf und errang bei der Sprintweltmeisterschaft 1979 in Inzell den 15. Platz. In seiner letzten Saison als aktiver Sportler 1979/80 lief er bei der 3-Bahnen-Tournee in Inzell im Sprint-Mehrkampf auf den zweiten Platz und in Innsbruck über 1000 m auf den dritten Rang sowie bei der Sprintweltmeisterschaft 1980 in West Allis auf den 13. Platz.  Bei seiner einzigen Teilnahme an Olympischen Winterspielen im Februar 1980 in Lake Placid belegte er den 25. Platz über 1000 m und den 20. Rang über 500 m.

## Erfolge

### Olympische Spiele
- 1980 Lake Placid: 20. Platz 500 m, 25. Platz 1000 m

### Sprint-Weltmeisterschaften
- 1978 Lake Placid: 20. Platz Sprint-Mehrkampf
- 1979 Inzell: 15. Platz Sprint-Mehrkampf
- 1980 West Allis: 13. Platz Sprint-Mehrkampf

## Persönliche Bestleistungen
| Disziplin | Zeit         | Datum             | Ort         |
| --------- | ------------ | ----------------- | ----------- |
| 500 m     | 37,98 s      | 19. Januar 1980   | Davos       |
| 1000 m    | 1:17,03 min  | 19. Januar 1980   | Davos       |
| 1500 m    | 2:03,84 min  | 7. Dezember 1979  | Matsumoto   |
| 1500 m    | 4:42,30 min  | 4. Februar 1978   | Montreal    |
| 5000 m    | 7:47,50 min  | 20. Dezember 1979 | Fujiyoshida |
| 10.000 m  | 17:26,40 min | 23. Februar 1977  | Morioka     |